# Bagirmi (Sprache)
Bagirmi (auch Baguirmi; Eigenbezeichnung: ɓarma) ist die Sprache des Bagirmi-Volkes im Tschad und gehört zur Familie der nilosaharanischen Sprachen. Die Sprache wurde 1993 von 44.761 Menschen gesprochen, hauptsächlich in der Präfektur Chari-Baguirmi.
Sie war Hauptsprache des Sultanats Bagirmi. 
Bagirmi wurden in den 1990er Jahren von den Missionaren Don und Orpha Raun verschriftlicht, mit deren Hilfe erste einfache Texte zur Alphabetisierung entstanden. Anthony Kimball entwickelte 2003 einen Schriftsatz zur Unterstützung des Bagirmi-Alphabets und eine Keyman-Eingabemethode für lateinbasierte Tastaturen. Der bagirmisprachige Literaturkorpus nimmt zu. Literatur in dieser Sprache wird im Tschad gegen einen geringen Unkostenbeitrag hauptsächlich von David Raun als Dienst an den Bagirmi sprechenden Völkern des Tschad verbreitet.